# Poméranie occidentale (Allemagne)
Cet article concerne la région allemande. Pour la voïvodie polonaise, voir Voïvodie de Poméranie occidentale.

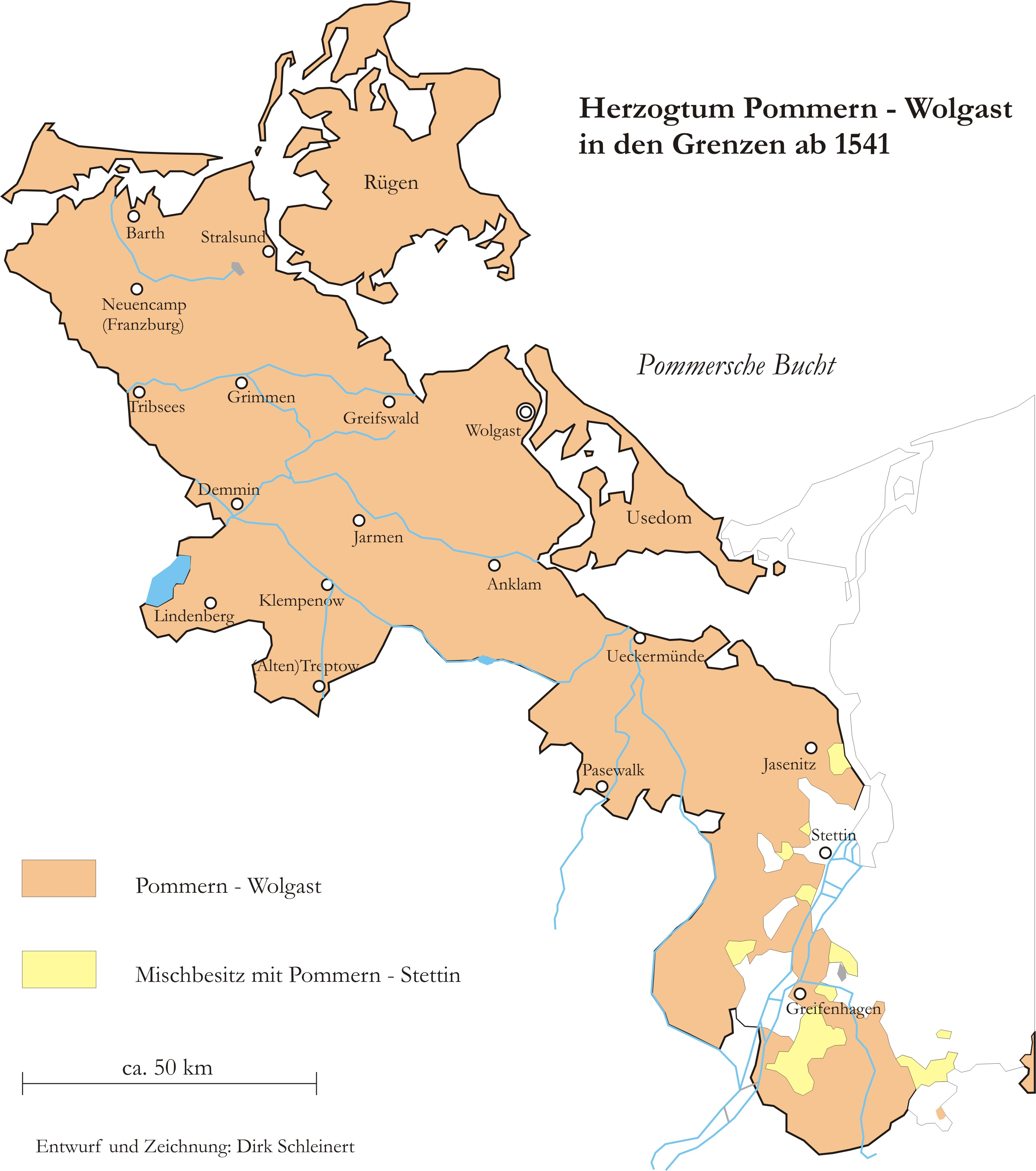
Poméranie occidentale

La Poméranie occidentale, localement et historiquement appelé Poméranie antérieure, est en Allemagne la partie Est du land de Mecklembourg-Poméranie-Occidentale, crée en septembre 1945 par les occupants soviétiques. Le land est officiellement appelé Mecklenburg-Vorpommern (« Mecklembourg-Poméranie-Antérieure »). En allemand et en polonais, il n'y a pas de confusion de dénomination de la « Poméranie antérieure » en Allemagne avec la voïvodie polonaise voisine de « Poméranie-Occidentale » (en polonais : województwo zachodniopomorskie), car les deux langues utilisent leurs équivalents du terme Poméranie antérieure (en allemand : Vorpommern, en polonais : Pomorze Przednie). Afin d'éviter la confusion le terme français de Poméranie occidentale cette région est parfois appelée également : Poméranie allemande.

## Géographie
Le land du Mecklembourg-Poméranie-Occidentale se situe au Nord-Est de l'Allemagne, sur la mer Baltique et dans la Plaine d'Allemagne du Nord. La partie poméranienne représente avec ses 7 957 km2 environ un tiers de la superficie totale du land. La région compte 1 309 km de côte, dont 226 km directement au bord de la Baltique. Elle se compose des deux plus grandes îles allemandes, Rügen et Usedom, de la péninsule de Fischland-Darss-Zingst et d'une partie continentale. Les fleuves principaux sont : Grosser Landgraben, Peene, Randow, Recknitz, Tollense, Trebel, Uecker. Le plus grand lac intérieur est le lac de Kummerow. Par ailleurs, deux parcs nationaux allemands se situent dans la région, il s'agit du parc national du lagon de Poméranie antérieure (Vorpommersche Boddenlandschaft) et du parc national de Jasmund. Le « pays des mille lacs » est le royaume de la forêt.

## Histoire
L'histoire de la Poméranie antérieure est vieille de plus de 1 000 ans et a été principalement marquée d'une part par la domination économique de la Ligue hanséatique et d'autre part par la période d'occupation suédoise.
Malgré la montée en puissance des rois de Pologne dans la région à l'approche de l'an mil, il fallut encore près de 150 ans pour évangéliser le pays (Othon de Bamberg), à l'instigation du duc de Pologne Boleslas III le Bouche-Torse. Les vrais débuts du duché de Poméranie remontent au règne de Warcisław Ier, qui se fit vassal de la Pologne. Ne pouvant compter sur l'aide polonaise, le duc Bogusław reconnut la suzeraineté de l’empereur Frédéric Barberousse en 1181, et le duché de Poméranie devint ainsi l'un des états impériaux du Saint-Empire romain germanique. 
En 1184, encouragé par Frédéric Barberousse, Bogusław met sur pied une grande flotte et lance une offensive contre l’île de Rügen, devenue un fief danois. Ce sont les villes portuaires et leurs richesses qui dictent la politique régionale. La Ligue hanséatique (du XIIe siècle jusqu'au début de la guerre de Trente Ans) a particulièrement influencé le développement des villes de Greifswald, Stralsund, Anklam et Demmin. Aujourd'hui encore de nombreuses traces de cette période sont encore présentes, tels que les nombreuses églises imposantes et autres monuments gothiques en brique rouge. 
Les divisions dynastiques dans la maison ducale au pouvoir des Griffons ont conduit à la division de la Poméranie. Dans le cadre des divisions dynastiques, les suffixes de nom avec un trait d'union — comme Poméranie-Demmin — désignent des duchés partiels de Poméranie selon leurs résidences, dont la démarcation territoriale changeait souvent. Les suffixes de nom sans trait d'union - comme Poméranie antérieure - désignent des régions de Poméranie qui ont souvent été affectées à des maîtres changeants au fil du temps. De 1170 à 1264, le duché partiel de Poméranie-Demmin existait sur une partie du territoire de la Poméranie antérieure, puis revenant à la ligne principale. 
Juste après que le Danemark eut renoncé à sa souveraineté féodale sur la Poméranie antérieure, les margraves de la Maison d'Ascanie brandebourgeoise revendiquèrent à leur tour la souveraineté féodale sur toute la Poméranie en 1227. Cependant, la Marche n'a pu imposer la vassalité revendiquée que temporairement et uniquement avec des ducs individuels, mais jamais avec tous les ducs partiels en même temps. En 1348, Barnim III le Grand, grâce à de bonnes relations avec Charles IV, obtient la reconnaissance impériale de l'immédiateté impériale pour la Poméranie-Stettin, maintes fois contestée par la Marche de Brandebourg. Ce n'est qu'en 1529 que le Brandebourg, désormais gouverné par les Hohenzollern, accepte enfin la Poméranie comme l'un des états impériaux, mais reçoit en retour le droit de succession certifié en cas d'extinction de la maison des Griffons.
En 1295, les demi-frères ducaux héritiers divisèrent la Poméranie antérieure le long de la Peene, avec la rive nord dans le cadre de Poméranie-Wolgast et la rive sud dans le cadre de Poméranie-Stettin. En 1325 la Principauté de Rügen, faisant la partie nord de la Poméranie antérieure, échut à la Poméranie-Wolgast. En 1368/72, la Poméranie-Wolgast a perdu les zones côtières en Poméranie ultérieure et n'a ensuite inclus que des zones de Poméranie antérieure jusqu'en 1459, puis regagnant temporairement la côte est-poméranienne. 
De 1478 à 1523, les deux duchés partiels de Poméranie de Wolgast et Stettin sont réunis sous Bogislaw X. En 1532, son fils Barnim IX de Poméranie et le neveu de ce dernier Philippe Ier de Poméranie se partagent à nouveau la Poméranie. Philippe a obtenu le duché partiel avec résidence à Wolgast, qui, contrairement aux divisions précédentes, comprenait cette fois toute la Poméranie antérieure à gauche de la Swine et de l'Oder (voir la carte au début de l'article) et également de petites zones à l'est de l'Oder, à la frontière sud avec le Brandebourg, faisant partie de cette nouvelle Poméranie-Wolgast. En 1534, à la Diète de Treptow-sur-Rega, les états poméraniens adoptèrent la Réforme luthérienne comme proposée par Johannes Bugenhagen pour tout le duché. Lorsque les ducs de Poméranie-Wolgast s'éteignirent en 1625, tout le duché fut réuni sous un seul régent. 
L'occupation suédoise en Poméranie Antérieure débuta la guerre de Trente Ans, lorsque les Suédois entrèrent à leur tour en guerre en 1630. L'île d'Usedom vit alors débarquer les troupes du roi Gustav II Adolf qui voulait sauver le protestantisme et étendre son pouvoir dans la région de la mer Baltique. Pour cela il devait prendre possession d'une partie du Saint-Empire. En 1636, le roi prit le pouvoir du Nord de l'Allemagne. Puis en 1648, le traité de Westphalie lui accorda une partie de la Poméranie antérieure. En tant que titulaire du duché d'une règle partielle de Poméranie, il reçut un siège à la Diète d'Empire, tout comme l'électeur de la Marche, qui recevait la Poméranie ultérieure mais ne put faire pas respecter la succession brandebourgeoise, convenue en 1529, pour tout le duché de Poméranie. 
Le Brandebourg(-Prusse) acquit progressivement les parties de la Poméranie antérieure suédoise (l'Ancienne-Poméranie-Antérieure selon le Traité de Stockholm de 1720), la combinant avec la Poméranie ultérieure en Poméranie brandebourgeoise jusqu'à ce qu'il réunisse toutes les parties de l'ancien duché (la Nouvelle-Poméranie-Antérieure, la dernière partie suédoise, selon le traité dano-prusso-suédois du 4 juin 1815, devenant le district de Stralsund en 1818) dans la Province de Poméranie prussienne en 1815. 
Lors de la conférence de Potsdam (17 juillet - 2 août 1945), les Américains, les Britanniques et les Soviétiques décidèrent de séparer l'est de l'Allemagne par la ligne Oder-Neisse. Mais en Poméranie, les Soviétiques ont déplacé unilatéralement la frontière plus à l'ouest le 21 septembre 1945, de sorte que l'Oder ne devienne pas un fleuve frontalier ici, mais ses deux rives arrivent en Pologne. Stettin, historiquement partie de la Poméranie antérieure, devenait Szczecin maintenant entièrement en Pologne. En septembre 1945 la partie de la Poméranie antérieure qui restait allemande, fut unissée avec le Mecklembourg pour former le land Mecklenburg-Vorpommern (Mecklembourg-Poméranie antérieure).

## Économie
Actuellement, le secteur vit principalement du tourisme, particulièrement sur les îles d'Usedom, de Rügen, d'Hiddensee et sur la péninsule de Fischland-Darss-Zingst. L'agriculture et la pêche, ainsi que les chantiers navals restent cependant des activités majeures.
Par ailleurs, le secteur de la technologie est en pleine expansion, et ce grâce aux universités renommées de la région, dont la plus importante est celle de Greifswald.
D'autre part, l'ouverture de l'autoroute A20 reliant Lübeck à Szczecin et puis à Berlin en passant par Stralsund en 2005 devrait apporter de nouvelles perspectives de développement à la région.

## Tourisme
Depuis la réunification des deux Allemagnes, le tourisme a suivi une évolution dynamique. Des taux de croissance à deux chiffres et un grand développement des infrastructures hôtelières ont été enregistrés ces dernières années. Le land du Mecklembourg-Poméranie-Occidentale enregistre environ 21 millions de nuitées chaque année, dont deux tiers en Poméranie occidentale. Toutefois, l'année 2004 a été pour la première fois depuis presque une décennie marquée par une baisse des nuitées. Le tourisme international doit encore être développé, il représente actuellement moins de 3 % des nuitées.
La faune et la flore ainsi que la nature en général ont une grande place dans le paysage touristique de la Poméranie occidentale, du fait de la faible densité de la population dans cette région. Les touristes qui s'y rendent recherchent souvent le calme et les grands espaces. Le tourisme balnéaire a aussi une grande importance, ainsi que le tourisme culturel. Au niveau de l'hébergement, les chambres d'hôte et appartements de vacances sont très développés.
Les destinations les plus connues sont les îles de Rügen et d'Usedom ainsi que les villes de Stralsund et Greifswald.
Il y a quatre fédérations de tourisme régional en Poméranie occidentale : la fédération de tourisme de l'île de Rügen, la fédération de tourisme l'île d'Usedom, le syndicat d'initiative régional Vorpommern (pour la partie continentale) ainsi que la fédération de tourisme Fischland-Darss-Zingst. Toutes ces fédérations sont membres de la fédération de tourisme du land du Mecklembourg-Poméranie-Occidentale, qui est elle-même membre de la Fédération allemande de tourisme (DTV).

## Arrondissements
La région se compose des arrondissements (Landkreise en allemand) suivants :
- Poméranie-Occidentale-du-Nord
- Poméranie-Occidentale-de-l'Est
- Uecker-Randow
- Demmin
- Rügen

Ainsi que des villes-arrondissements de Stralsund et de Greifswald.

## Villes
- Altentreptow
- Anklam
- Barth
- Bergen
- Demmin
- Eggesin
- Garz
- Greifswald
- Grimmen
- Jarmen
- Lassan
- Loitz
- Pasewalk
- Penkun
- Putbus
- Ribnitz-Damgarten
- Richtenberg
- Sassnitz
- Stralsund
- Torgelow
- Tribsees
- Ueckermünde
- Usedom
- Wolgast

## Langue
Il existe en Poméranie antérieure ou occidentale un dialecte régional, le poméranien occidental (en) (Westpommersch), une variété du mecklembourgeois-poméranien, les deux des dialectes[pas clair] de la langue Plattdeutsch ou Plattdütsch (bas allemand) qui subsiste à côté de l'allemand standard dans tout le Nord de l'Allemagne.

## Personnalités
- Ernst Moritz Arndt (auteur, politicien)
- Heinrich Bandlow (en) (auteur en dialecte)
- Theodor Billroth (médecin)
- Otto Bruchwitz (chercheur)
- Hermann Burmeister (chercheur)
- Christian Andreas Cothenius (de) (médecin)
- Hans Fallada (auteur)
- Caspar David Friedrich (peintre romantique)
- Martha Müller-Grählert (poète, Wo die Ostseewellen)
- Peter Kreeft (inventeur, première combinaison de plongée fermée)
- Otto Lilienthal (pionnier aérien)
- Heinrich Rubenow (de) (fondateur de l'université de Greifswald)
- Philipp Otto Runge (peintre romantique)
- Johann Joachim Spalding (philosophe)
- Günter Schabowski (fonctionnaire de l'ex-RDA)
- Carl Wilhelm Scheele (chimiste)
- Harry Tisch (de) (fonctionnaire de l'ex-RDA)